# Всё внутри
«Всё внутри́» — дебютный студийный альбом российской рок-группы «Северный Флот». Выпущен 20 октября 2014 года. Выходу альбома предшествовал выпуск трёх синглов: «Стрелы», «Вперёд и вверх» и «Рождённый убивать».

## История создания
Часть музыкального материала, вошедшего во «Всё внутри», планировалось включить в очередной студийный альбом группы «Король и Шут», который так и не был записан в связи со смертью Михаила Горшенёва. К тому времени у группы были наброски для будущих песен «Танцуй, Король!», «Стрелы» и «Надвигается Северный Флот», сочинённые А. Леонтьевым. Над будущей композицией «Танцуй, Король!» группа активно работала с М. Горшенёвым, для которой тот успел придумать вокальную мелодию.
В ходе студийных сессий, прошедших в августе—сентябре 2013 года, музыканты «Северного Флота» подготовили более 10 композиций в черновом варианте. В сентябре музыканты записали первый сингл с будущего альбома — песню «Стрелы», посвящённую памяти Михаила Горшенёва. Затем последовал перерыв в написании песен, связанный с проведением масштабного прощального тура группы «Король и Шут». В то же время, некоторые композиции придумывались на саундчеках, проходивших перед концертами прощального тура. По состоянию на декабрь 2013 года у «Северного Флота» была готова музыка к 12 песням.
В феврале 2014 года музыканты возобновили активную деятельность по написанию композиций для дебютного альбома и приступили к репетициям. Планировалось, что за помощью в написании текстов к песням группа обратится к драматургам, написавшим либретто к зонг-опере TODD, но позднее от этой идеи отказались и работой над текстами занялся Александр Леонтьев. Записывать песни для альбома музыканты «Северного Флота» начали 25 марта 2014 года. К тому времени у группы было готово уже около 20 композиций, из которых в альбом планировалось включить 10. На первых порах записи группа сотрудничала со звукорежиссёром Андреем Самсоновым. На его студии в Санкт-Петербурге изначально и проводилась запись. Самсонов занимался сведением первых двух синглов группы, которые были впоследствии перезаписаны для издания в рамках альбома, так как выбивались из общего саунда.
К началу июня у группы были полностью готовы 8 композиций, которые музыканты стали записывать на студии. Однако саунд-продюсер Самсонов сделал композиции не такими «тяжёлыми», как их видел Александр Леонтьев. В итоге музыканты решили перезаписать эти композиции и в дальнейшем отправить их на сведение и мастеринг в США, Германию или Финляндию.
Чтобы выбрать нового человека, который будет сводить песни «Северного Флота», группа отправила песню «Рождённый убивать» на сведение сразу нескольким звукорежиссёрам. Больше всего музыкантам понравился вариант сведения Леонида Шипелика, ранее работавшего с такими ню-металическими группами как Amatory и Stigmata. Именно в таком виде песня «Рождённый убивать» была издана как сингл. Для дальнейшего сотрудничества Шипелик поставил условие «Северному Флоту», что записывать барабаны для альбома музыканты должны на студии Astia в финском городе Лаппеэнранта, с чем те согласились. Запись барабанов проходила с 6 по 9 августа под руководством звукорежиссёра Ансси Киппо. Затем музыканты вернулись в Санкт-Петербург для записи партий других инструментов. Бас-гитару записывали на студии «Гороховая 19», а партии электрогитар музыканты писали на своей репетиционной точке. Вокал Александр Леонтьев также записывал на студии. В последнюю очередь была записана партия виолончели для инструментальной композиции «Танцуй, Король!». Для этого была приглашена Лена Тэ, ранее неоднократно сотрудничавшая с музыкантами в рамках группы «Король и Шут».
Издать дебютный альбом музыканты планировали до начала первого концертного тура «Только вперёд!». В то же время участники группы очень серьёзно подходили к качеству сведения материала и отправляли Леониду Шипелику пересводить песни по 10 — 20 раз. Из-за этого группа «Северный Флот» отправилась в свой первый тур без готового альбома, а большинство композиций, вошедших в него, кроме инструментала «Танцуй, Король!» и заглавной «Всё Внутри», исполнялись на концертах ещё до его выхода. Название альбома стало известно за 1 день до его выхода, 19 октября: его объявил в интервью радиостанции «Наше радио: Ижевск» Александр Леонтьев. При этом он отметил, что статус «Всё внутри» уже несколько недель как размещен на его станице Вконтакте и внимательные поклонники группы могли бы догадаться что это и есть название нового альбома. О дате выхода дебютного альбома «Северного Флота» официальные интернет-ресурсы группы не сообщали ничего до момента его издания. Альбом «Всё внутри» был выпущен как интернет-релиз 20 октября, ровно через месяц после начала концертного тура в его поддержку. Московская презентация альбома состоялась 15 ноября 2014 года в клубе Ray Just Arena и транслировалась в прямом эфире на интернет-портале Planeta.ru. На этом концерте впервые прозвучала заглавная песня альбома. Презентация альбома в Санкт-Петербурге состоялась 5 декабря 2014 года и также транслировалась на «Планете». Все участники обеих мероприятий получили по бесплатному экземпляру CD «Всё внутри». В дальнейшем альбом начал продаваться через интернет-магазин группы. В мае 2015 года вышло подарочное издание «Всё внутри», содержащее иллюстрации к каждой из песен, нарисованные художником Сергеем Загаровским. По состоянию на октябрь 2017 года альбом имеет 4 варианта изданий, имеющих различное оформление.

## Обложка
Изначально планировалось изобразить на обложке альбома Александра Леонтьева в полный рост с широко раскинутыми руками, смотрящего слегка вбок и вверх. Из груди должен был исходить свет галактики, «свет изнутри», символизирующий название альбома. Множество художников пытались изобразить данную задумку, но в итоге музыканты «Северного Флота» забраковали все варианты и пришли к минималистичному оформлению обложки, на котором и остановились.

## Список композиций
Слова и музыка всех песен — Александр Леонтьев.
| №                   | Название                         | Длительность |
| ------------------- | -------------------------------- | ------------ |
| 1.                  | «Надвигается Северный флот»      | 5:27         |
| 2.                  | «Рождённый убивать»              | 4:02         |
| 3.                  | «Вперёд и вверх»                 | 3:51         |
| 4.                  | «Харон»                          | 5:09         |
| 5.                  | «Старый крысолов»                | 3:29         |
| 6.                  | «Красные реки»                   | 3:29         |
| 7.                  | «Стрелы»                         | 3:40         |
| 8.                  | «Танцуй, Король!» (Инструментал) | 4:21         |
| 9.                  | «Всё внутри»                     | 3:43         |
| Общая длительность: | Общая длительность:              | 37:14        |

## Описание песен
- «Надвигается Северный флот» — в отличие от песни «Северный флот» группы «Король и Шут», в данной композиции воинов северного флота (норманнов, викингов) описывают, как завоевателей, сеющих ужас на жителей других народов. Первый раз песня была исполнена на первом сольном концерте группы — 20 сентября 2014 года в Вологде. Текст к данной композиции был дописан Александром Леонтьевым утром перед этим концертом в вологодской гостинице. На этом концерте и в продолжении всего тура песня открывала выступление группы.
- «Рождённый убивать» — третий сингл с альбома. В песне описываются внутренние переживания и мировоззрение некоего персонажа, которого и прозвали «рождённым убивать». Лирический герой ведёт днём обыденную жизнь, а ночью убивает своих врагов. Данная песня была первой композицией, записанной с Леонидом Шипеликом и не претерпела изменений к моменту выхода альбома. В качестве сингла была выпущена 28 июля 2014 года[16][17][18][19]. Первый раз песня была исполнена 24 мая 2014 года на фестивале Next Generation в Нижнем Новгороде [20]. В концертных сет-листах песня фигуровала под названием «Зло».
- «Вперёд и вверх» — второй сингл с альбома. В песне раскрывается тема эскапизма — бегства человека от действительности. Александр Леонтьев хотел описать, что движет человеком, когда тот замыкается в себе, «улетает» от реальности.[21] В качестве сингла была выпущена 22 апреля 2014 года[22]. Первый раз песня была исполнена 24 мая 2014 года на фестивале Next Generation в Нижнем Новгороде. Клип на эту песню стал первым клипом в истории коллектива [22].  Для альбома песня была перезаписана.
- «Харон» — описывает личные переживания Харона — персонажа древнегреческих мифов, который перевозил на лодке через реку Стикс души умерших людей в Царство Мёртвых. Первый раз песня была исполнена на первом сольном концерте группы — 20 сентября 2014 года в Вологде.
- «Старый крысолов» — затрагивает проблему наркомании и наркозависимости, обыгрываемые в образе «старого крысолова». Первый раз песня была исполнена 24 мая 2014 года, на фестивале Next Generation в Нижнем Новгороде.
- «Красные реки» — затрагивает антивоенную тематику и описывает любые военные конфликты со стороны их однотипности, выражающейся в жестокости и насилии. Первый раз песня была исполнена 24 мая 2014 года, на фестивале Next Generation в Нижнем Новгороде.
- «Стрелы» — песня памяти Михаила Горшенёва. В качестве сингла была выпущена 2 октября 2013 года[13]. Первый раз была исполнена 27 сентября 2013 года в Гомеле, на первом концерте прощального тура группы «Король и Шут». Радиопрезентация песни состоялась 18 октября на «Нашем радио» в хит-параде «Чартова дюжина»[23]. Для альбома песня была перезаписана.
- «Танцуй, Король!» — данную песню музыканты создавали ещё с Михаилом Горшенёвым и планировали включить в очередной альбом группы «Король и Шут». После его смерти группа решила записать инструментальную композицию вместе с виолончелисткой Леной Тэ. На следующем альбоме вышла версия композиции со словами[24].
- «Всё внутри» — заглавная песня подчеркивает идею альбома: важно концентрироваться не на окружающих нас вещах, а заглянуть в самого себя и видеть всё самое важное в себе. Первый раз песня была исполнена 15 ноября 2014 года в Москве.

## Участники записи
Группа «Северный Флот»:
- Александр «Ренегат» Леонтьев — вокал, бэк-вокал, гитара, музыка, тексты;
- Яков Цвиркунов — гитара;
- Александр Куликов — бас-гитара;
- Павел Сажинов — клавишные;
- Александр «Поручик» Щиголев — ударные.

Приглашённый музыкант:
- Лена Тэ — виолончель (8).

Записано на студиях Astia-Studio (Лаппеэнранта, Финляндия) и «Гороховая 19» (Санкт-Петербург).
Запись и монтаж аудио — Вадим «Wayland» Паршуткин и Павел Сажинов.
Сведение и мастеринг — Post Organic Records.

## Достижения
Несмотря на возможность бесплатного скачивания, предоставленную самой группой, альбом «Всё внутри» 2 дня занимал 1 место по продажам музыкальных релизов в русском Google Play, обойдя при этом альбом Shakira певицы Шакиры и альбом .5: The Gray Chapter группы Slipknot.